# Дантумадел
Дантумадел (з.-фриз.  Dantumadiel) — община в провинции Фрисландия (Нидерланды).

## История
Дантумадел впервые упоминается в хартии 1242 года. В то время Дантумадел, или Донтмадейл, как его тогда называли, был частью округа Виннингхе, северной части Остерго. Тогдашней гритенай (старофризский аналог общины) Дантумадел управлял гритман, который находился в Ринсумагесте и Дантумавауде. До 1881 года Ринсумагест был главным городом Дантумадела.

## География
Территория общины занимает 87,53 км², из которых 84,66 км² — суша и 2,87 км² — водная поверхность. На 1 августа 2020 года в общине проживало 18 928 человек.